# 林門入齋
第一世林門入齋（1583年—1667年），日本圍棋棋手，生於伊賀，乳名門三郎，1590年改住江戶。
門三郎自幼即進步神速，被德川家康召入濱松城，受到賞賜後剃髮成僧，賜姓林，改名為林門入。之後拜入本因坊算砂門下，棋力累進到上手，為坊門裡除大一歲的中村道碩以外第一高徒。但是根據林元美所著「爛柯堂棋話」裡面，是將林門入列為林利玄的門徒，是以後來尊林利玄為林家的元祖。同時「當代記」裡面，1611年算砂與利玄的對局，也有被認作是道碩對門入。
安井算知當上名人碁所隔年，過繼了一位門徒給門入以頂替兩年前門入剛死的一位門徒，門入死後承襲其俸祿，於是林家便誕生了，而門入也被尊為第一世。後來的本因坊元丈所著的「古碁樞機」裡面有門入的十八盤對局，但是所用名字改為朴入，但考證後不是第四世林門入（跡目時期也是使用朴入之名），所以門入也有稱古朴入的（加一個「古」字與第四世做區別）；也有認為門入在1665年退休後改名朴入。而後世為了與其他門入（歷代林家家督都用門入這個名字）區別，改稱門入齋。
1667年去世，要求葬在淺草請願寺（淨土宗）的快樂院，棋力準名人。

## 外部連結
日本圍棋故事